# Karbon produktywny
Karbon produktywny – tradycyjna, górnicza nazwa zespołu skał górnego karbonu Europy i Ameryki Północnej, charakteryzującego się wysoką węglonośnością, tj. dużą zawartością węgli kopalnych o wysokim stopniu uwęglenia (głównie węgiel kamienny, antracyt itp.). Obejmuje głównie piętra namuru i westfalu.